# Rodolphe Ier (roi de Bohême)
Pour les articles homonymes, voir Rodolphe Ier et Rodolphe d'Autriche (homonymie).
Rodolphe III, dit le Débonnaire, né vers 1281 et mort le 4 juillet 1307, fut duc d'Autriche et de Styrie de 1298 à 1306 et le premier roi de Bohême de la maison de Habsbourg (comme Rodolphe Ier, en tchèque : Rudolf Habsburský) de 1306 à sa mort.

## Biographie
Rodolphe est le fils ainé d'Albert Ier d'Autriche, élu roi des Romains en 1298, et de son épouse Élisabeth, fille du comte Meinhard de Goritz-Tyrol. Lors de la diète d'Empire à Nuremberg le 21 novembre 1298, peu après son couronnement, Albert assigna les territoires héréditaires d'Autriche et de Styrie à Rodolphe III et ses frères cadets Frédéric le Bel et Léopold.
Pour s'associer au royaume de France, le roi Albert Ier en 1300 marie son fils ainé à Blanche, une demi-sœur du roi Philippe IV le Bel. Toutefois, elle meurt en 1305 sans enfant héritier.
En 1304, Albert et Rodolphe font campagne contre le roi Venceslas II de Bohême qui à la mort de André III de Hongrie établit son fils Venceslas III sur le trône de Hongrie. Ils assiègent la ville de Kutná Hora mais se retirent quand l'hiver approche. Après le meurtre du roi Venceslas III le 4 août 1306, la dynastie des Přemyslides s'éteint, et en tant que suzerain, Albert Ier tente de prendre le contrôle du royaume de Bohême. Le duc Henri de Carinthie, époux d'Anne, sœur cadette de Venceslas III, étant l'héritier le plus légitime, celui-ci obtient une majorité de votes de la noblesse en sa faveur lors de l'élection d'août 1306. L'empereur Albert soutient la candidature de son fils, qui vient de perdre son épouse Blanche de France et qui n'hésite pas, pour renforcer ses droits, à épouser le 16 octobre 1306 Élizabeth Ryksa, la veuve du roi Venceslas II, et à envahir la Bohême.
Le 18 janvier 1307 à Znojmo, Albert Ier du Saint Empire confère la Bohême - à titre de fief - à son fils, qui cependant meurt subitement dans la nuit du 3 au 4 juillet suivant, probablement d'une complication d'un ulcère gastro-duodénal. À sa mort, Henri de Carinthie (Jindřich Korutanský) est élu roi.

## Sources
- Francis Dvornik Les Slaves histoire, civilisation de l'Antiquité aux débuts de l'Époque contemporaine Éditions Du Seuil Paris (1970).
- Jörg K.Hoensch Histoire de la Bohême Éditions Payot, Paris (1995)  (ISBN 2228889229).
- Pavel Bělina, Petr Čornej et Jiří Pokorný Histoire des Pays tchèques Points Histoire U 191 Éditions Du Seuil Paris (1995)  (ISBN 2020208105).